# Atletismo nos Jogos Pan-Americanos de 1983 - Revezamento 4x100 m masculino
A prova do revezamento 4x100 m masculino nos Jogos Pan-Americanos de 1983 foi realizada em Caracas, Venezuela.

## Medalhistas
| Ouro                                                                    | Prata                                                              | Bronze                                                                            |
| USA Estados Unidos Bernard Jackson Ken Robinson Elliott Quow Sam Graddy | CUB Cuba Osvaldo Lara Silvio Leonard José Isalgué Leandro Peñalver | BRA Brasil João Batista da Silva Gerson de Souza Robson Caetano Nelson dos Santos |

### Final
| Posição           | Nação                 | Nomes                                                                     | Tempo | Notas |
| ----------------- | --------------------- | ------------------------------------------------------------------------- | ----- | ----- |
| Medalha de ouro   | USA Estados Unidos    | Bernard Jackson, Ken Robinson, Elliott Quow, Sam Graddy                   | 38.49 |       |
| Medalha de prata  | CUB Cuba              | Osvaldo Lara, Silvio Leonard, José Isalgué, Leandro Peñalver              | 38.55 |       |
| Medalha de bronze | BRA Brasil            | João Batista da Silva, Gerson de Souza, Robson Caetano, Nelson dos Santos | 39.08 |       |
| 4                 | CAN Canadá            |                                                                           | 39.24 |       |
| 5                 | TRI Trinidad e Tobago |                                                                           | 39.40 |       |
| 6                 | JAM Jamaica           |                                                                           | 39.53 |       |
| 7                 | VEN Venezuela         |                                                                           | 40.44 |       |